# Alireza Firouzja
Alireza Firouzja (persisk: علی‌رضا فیروزجا, født 18. juni 2003) er en iransk-fransk stormester i skak. Firouzja er den yngste spiller nogensinde med en FIDE-rating over 2800, og slog den tidligere rekord fra Magnus Carlsen med mere end fem måneder.
Firouzja, et skakvidunderbarn, vandt det iranske skakmesterskab i en alder af 12 og opnåede stormestertitlen som 14-årig. Som 16-årig blev Firouzja den næstyngste 2700-bedømte spiller og blev nummer to ved 2019 World Rapid Chess Championship. I november 2021 vandt han som 18-årig FIDE Grand Swiss-turneringen og en individuel guldmedalje ved det europæiske holdskakmesterskab.
Firouzja forlod det iranske skakforbund i 2019 på grund af deres politik mod israelske skakspillere. Han spillede under FIDE-flaget indtil midten af 2021, hvor han blev fransk statsborger og begyndte at repræsentere Frankrig, hvor han bor. 